# ويليام كليمنس (موظف مدني)
ويليام كليمنس (بالإنجليزية: William Clemens)‏ هو موظف مدني أسترالي، ولد في 27 مارس 1873، وتوفي في 4 سبتمبر 1941 في ملبورن في أستراليا بسبب سرطان.